# ダンカン島
ダンカン島（英語: Duncan Island、中国語: 琛航岛、ベトナム語：Đảo Quang Hoà / 島光和）は、西沙諸島（パラセル諸島）南西部のクレスセント諸島（英語: Crescent Group、中国語: 永楽環礁）の南部に位置する島である。

## 地理
晋卿島から1海里離れている。島には普通石灰と燐石灰がある。西部は地形が険しい。面積は約0.28平方キロメートル。

## 名称
中国語の琛航島という島名は、1909年に清が西沙諸島を調査した際に広東艦隊提督李准が乗船した軍艦「琛航号」に因んで名付けられた。

## 領有
この島は中華人民共和国に実効支配されており、海南省三沙市に組み込まれている。2016年8月に撮影された写真では、8つのヘリパッドや格納庫を有するヘリコプター基地が建設されるとともに、橋でつながる隣のパーム島との間が浚渫され港湾施設が整備されていることが確認されている。
一方、中華民国（台湾）とベトナムもこの島の主権を主張している。